# Coenosia costata
Coenosia costata är en tvåvingeart som beskrevs av Stein 1918. Coenosia costata ingår i släktet Coenosia och familjen husflugor. Inga underarter finns listade i Catalogue of Life.